# Martineziana separata
Martineziana separata är en skalbaggsart som beskrevs av Schmidt 1909. Martineziana separata ingår i släktet Martineziana och familjen Aphodiidae. Inga underarter finns listade i Catalogue of Life.